# Барсуков, Олег Александрович
Оле́г Алекса́ндрович Барсу́ков (10 мая 1926, Пенза ― 20 марта 2021, Пенза) ― советский российский физик-инженер, доктор физико-математических наук (1990), Почётный профессор Педагогического института имени В. Г. Белинского Пензенского государственного университета, профессор кафедры «Общая физика и методика обучения физике» Пензенского государственного университета (1995).

## Биография
Родился 10 мая 1926 года в городе Пенза, РСФСР.
В 1949 году окончил инженерно-физический факультет Московского механического института. На последнем курсе института начал работать стажёром в Лаборатории № 3 ГПУ.
С 1949 по 1957 год работал в городе Обнинск (Калужская область). В 1957 году назначен заведующим кафедрой теоретической и экспериментальной физики Башкирского государственного университета (Уфа).
С 1964 года снова в Обнинске, где работал в Институте медицинской радиологии. В 1970 году перешёл на работу в Институт прикладной геофизики имени Е. К. Федорова в Москве, одновременно преподавал в Пензенском государственном педагогическом университете имени В. Б. Белинского. В 1974 году успешно защитил кандидатскую диссертацию.
Разработал нейтронный метод обнаружения нефтяных залежей в условиях обсаженной скважины, на которое Барсуков получил авторское свидетельство на изобретение. Этот метод был внедрён в практику нефтегазовой промышленности.
Открыл (в соавторстве) короткопериодические колебания поверхности Солнца, объяснив природу эффекта. Также в соавторстве разработал комплексные радиометры, устанавливаемые как в высотных самолётах, так и на борту космических аппаратов. На это устройство было получено семь авторских свидетельств на изобретение.
Исследовал прямое и возвратное альбедо частиц на границе атмосферы Земли. Им был разработан метод неаналогового моделирования. Принял участие в разработке «Нормы лётной годности для высотных самолетов и космических аппаратов». Исследовал радиационную экологию в Пензенской области.
В 1990 году защитил докторскую диссертацию, в 1995 году избран профессором. В 2008 году за большой вклад в науку Олег Барсуков был удостоен почётного звания «Заслуженный деятель науки Российской Федерации».
Умер 20 марта 2021 года в Пензе.

## Награды и звания
- «Заслуженный деятель науки Российской Федерации»
- «Почётный работник высшего образования»
- «Заслуженный профессор»
- Медаль «За доблестный труд в Великой Отечественной войне 1941—1945 гг.»
- Медаль «Участнику трудового фронта 40 лет победы в Великой Отечественной войне 1941—1945 гг.»
- Медаль Федерации космонавтики СССР «Модель В. Н. Челомея»
- Медаль «Ветеран труда»
- Юбилейная медаль «Москва 850 лет» (1147—1997)"

## Сочинения
- Radioactive method of oil and gas wells investigation. — NEW YORK, LONDON: Pergamonpress, 1964, 315 p.
- Fluxes of cosmic pay secondary components in the Earth atmosphere generated by galactic cosmic rays nuclei. Proc. 16 ICRC, N 16, 1979, 5p.
- Радиационные аспекты исследования космического излучения в стратосфере. — М.: Энергоатомиздат, 1985, 121 с.
- Атлас карт радиационной обстановки на трассах полета высотных самолётов. — М.: Гидрометеоиздат, 1991, 105 с.
- Радиационная опасность полетов самолётов и других летательных аппаратов.- Алма-Ата, Санком, 1997, 264 с.
- Радиационная экология. — М.:Научный мир, 2003, 115 с.
- Основы атомной физики. — М.: Научный мир, 2006, 641 с.
- Основы физики атомного ядра. Ядерные технологии. — М.:Физматлит, 2011, 560 с.